# Max Mayrshofer

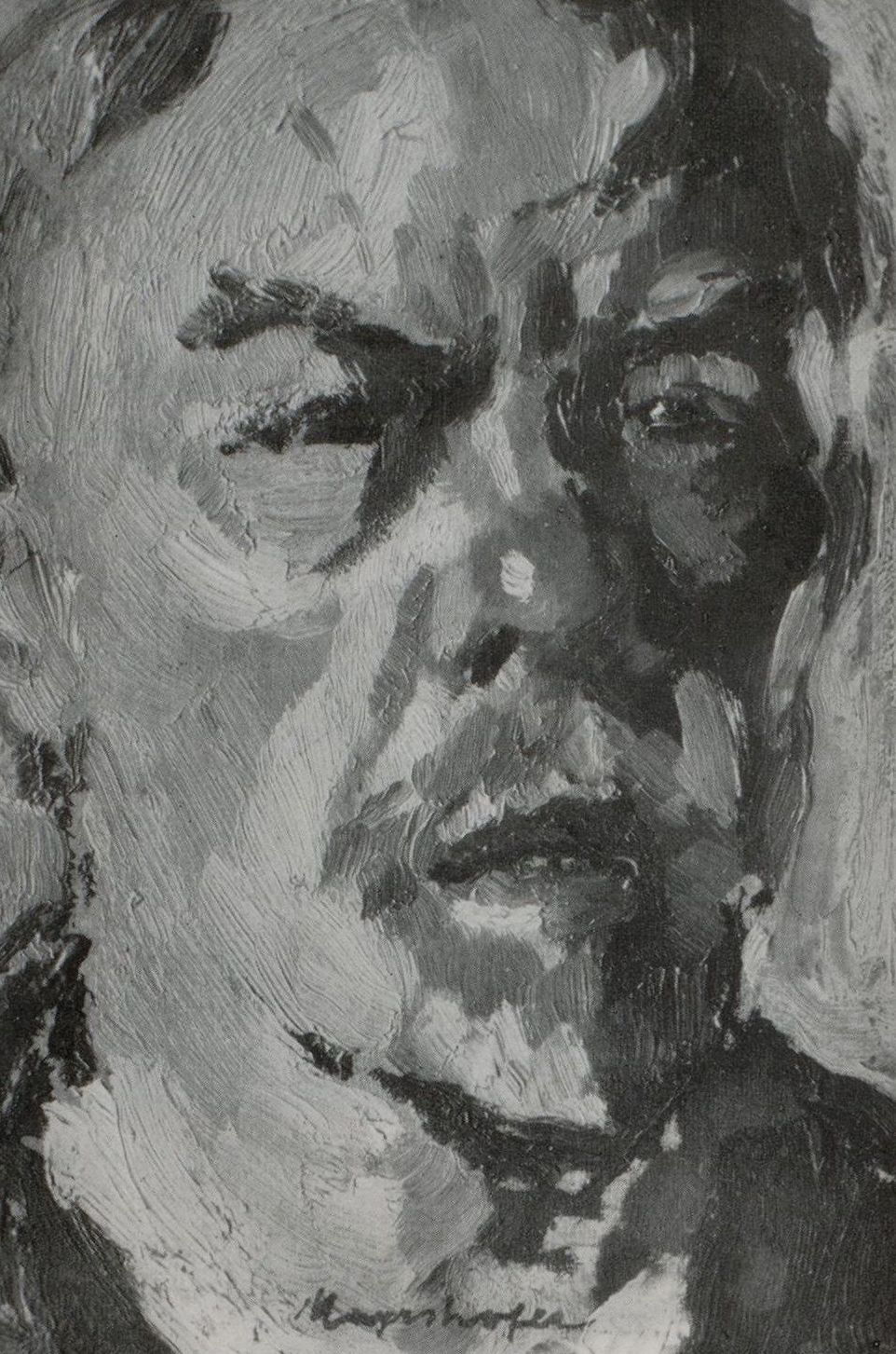
Max Mayrshofer, Selbstbildnis 1926

Max Mayrshofer (* 4. April 1875 in München; † 9. Dezember 1950 ebenda) war ein Münchner Maler und Grafiker.

## Leben
Max Mayrshofer war Sohn eines Bäckers. Seine künstlerische Ausbildung begann er 1890 in München an der Kunstgewerbeschule. Ab 1908 studierte er an der Akademie der Bildenden Künste München bei Seitz und Marr und an der Privatschule von Anton Ažbe. Er wurde schon bald Graphiker für Die Jugend, den Simplicissimus und für Hyperion. Ab 1919 leitete er kontinuierlich den Abendakt an der Akademie. 1925 wurde er zum Professor ernannt. Er lebte zeitlebens in München, wo er am 9. Dezember 1950 starb.

## Werk

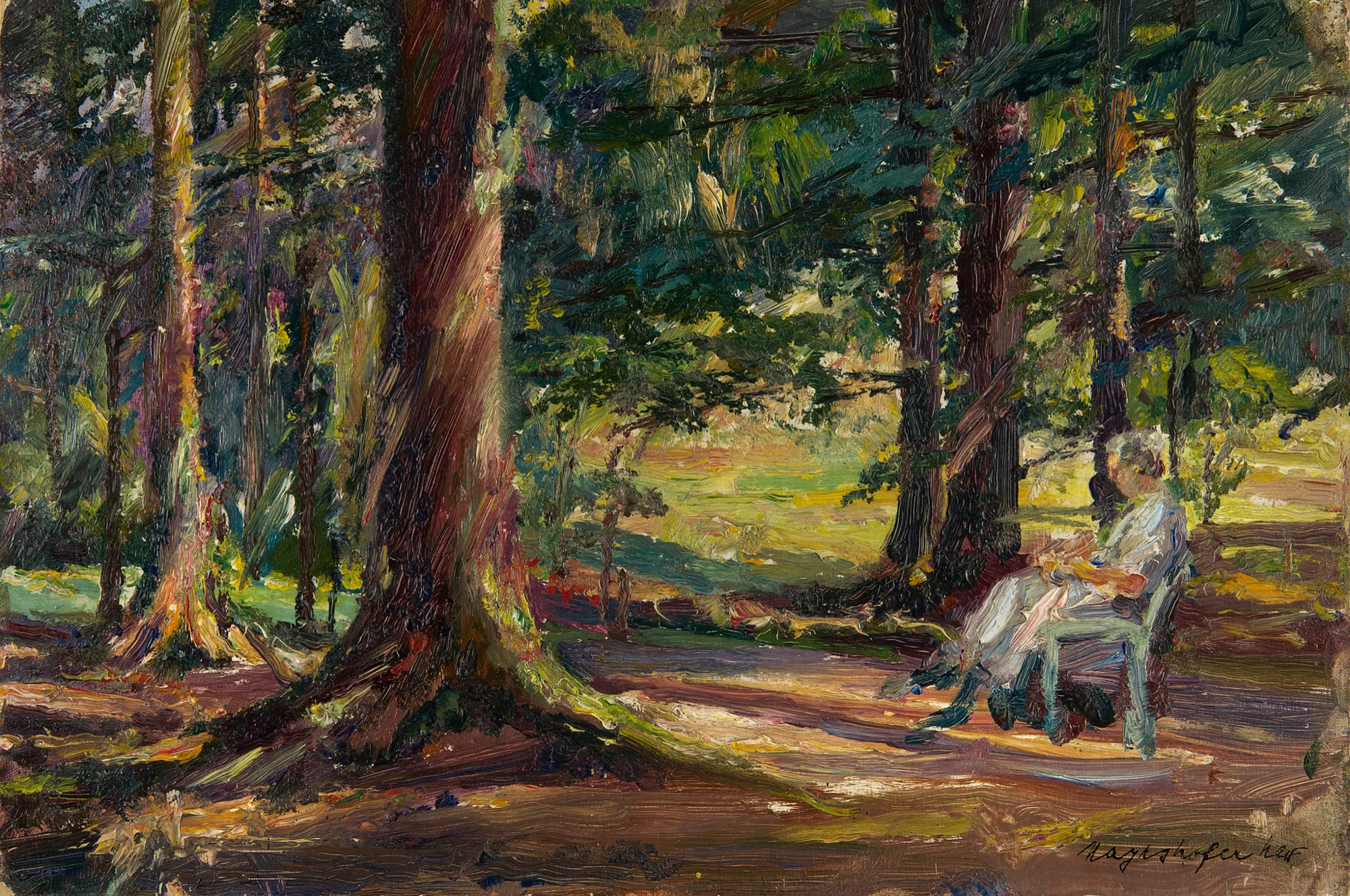
Gemälde von Max Mayrshofer - Die Lektüre unter Bäumen

Mayrshofer malte vor allem Stillleben, Landschaften und Porträts.
Seine bei einem Besuch in einer psychiatrischen Klinik entstandenen Zeichnungen von grimassierenden, heftig gestikulierenden Menschen waren 1908 in der Galerie Miethke in Wien ausgestellt, in der später auch Egon Schiele ausstellte. Christian Bauer, Kurator am Egon-Schiele-Museum in Tulln, sieht in Mayrshofers Zeichnungen die Wurzel für Schieles „expressionistisches Vokabular der ausladenden Geste, des Grimassierens und der an die Grenze gehenden Körperspannung“.
In der Zeit des Nationalsozialismus wurde im Zuge der Aktion „Entartete Kunst“ sein Tafelbild Artistinnen (Gouache auf Papier) aus der Städtischen Sammlung Freiburg im Breisgau (Augustinermuseum) beschlagnahmt und danach vernichtet.

## Schüler
Ende der 1920er Jahre besuchte Karoline Erlacher (1913–1978) regelmäßig den Abendakt bei Max Mayrshofer an der Akademie München, der für Jedermann zugänglich war. Ab 1940 besuchte der Architekt und Kunstmaler Rudolf Karl Koch (1920–2002) den Abendakt an der Akademie der Bildenden Künste in München.